# 팀 드랙슬
팀 드랙슬(영어: Tim Draxl, 1981년 10월 8일 ~ )은 오스트레일리아의 배우이다.

## 출연 작품
- 마지막 파티 (2012)
- 언다큐멘티드 (2010)
- 인 마이 슬립 (2009)
- 더 높은 곳을 향하여 (2003)
- 더러운 짓거리 (2002)